# Adolph Theodor Kupffer
Adolph Theodor Kupffer (russifié en: Адольф Яковлевич Купфер), né le 9 (17) janvier 1799 à Mittau et mort le 23 mai (4 juin) 1865 à Saint-Pétersbourg, est un physico-chimiste allemand de la Baltique, sujet de l'Empire russe, qui fut le fondateur du dépôt de l'étalon des poids et mesures en Russie et du principal observatoire de physique en Russie.

## Carrière
Adolph Kupffer naît dans une famille nombreuse (onze frères et quatre sœurs) d'un marchand allemand installé à Mittau (aujourd'hui Jelgava, en Lettonie). Il termine le gymnasium allemand de Mittau en 1813 et entre à l'université allemande de Dorpat, puis il étudie la minéralogie à l'université de Berlin (auprès notamment de Christian Samuel Weiss) et ensuite la chimie à l'université de Göttingen, où il obtient son doctorat de philosophie avec spécialité de minéralogie.
Il arrive à Saint-Pétersbourg en 1821, où il publie ses premiers travaux et donne des cours de météorologie. Il est envoyé ensuite à la chaire de chimie et de physique de la nouvelle université de Kazan, mais avant de commencer ses cours, le ministère de l'Instruction publique l'envoie à l'étranger pour acheter des instruments de mesure physique et astronomique et rencontrer le professeur d'astronomie Ivan Simonov (1794-1855). Il retourne à Kazan en 1824 pour y enseigner à sa chaire et pendant ce temps étudie le magnétisme terrestre en faisant ses premières observations. Il fait installer un bâtiment dans la cour de l'université, ne contenant pas de métal, afin de mettre au point un magnétomètre.
Il devient membre de l'Académie des sciences en minéralogie (1828) et en physique (1840).
Il fait un voyage d'étude dans le sud de l'Oural et le Moyen-Oural en 1828. Il traverse ainsi Zlatooust, Miass et Tcheliabinsk. Autour de Zlatooust, il identifie les monts Ourenga, Bolchoï Taganaï et Iourma. En 1829, l'Académie organise une expédition dont le but est le mont Elbrouz dans le Caucase. Il est accompagné d'Édouard Ménétries (pour la partie zoologique), de Carl Anton von Meyer (pour la partie botanique) et de Heinrich Lenz. Il s'agit d'étudier le champ magnétique autour de l'Elbrouz et sur l'Elbrouz. C'est le premier à faire ce genre d'étude dans ces lieux. Il remarque que le champ s'affaiblit au fur et à mesure de l'altitude. À son retour à Saint-Pétersbourg, il fait construire un observatoire au mur nord de la forteresse Pierre-et-Paul, appelé « observatoire magnétique ».
Il fait paraître en français en 1833 son journal de voyage dans l'Oural. Un exemplaire de ce livre est présenté à l'empereur Nicolas Ier en 1834. Kupffer propose alors d'établir un système unique de poids et mesures en Russie. Il est chargé d'organiser les étalons de base, en ce qui concerne les masses et les longueurs. Il le fait sur des livres et des sagènes de platine. Il fonde également les mesures de volume sur le cylindre et le quadrilatère. Ses travaux sont légitimés par un décret impérial en 1835 et décrits dans Travaux de la Commission pour fixer les mesures et les poids etc. (Saint-Pétersbourg, 1841). Il est élu académicien ordinaire en 1843. Il est fait conseiller d'État effectif en 1851.
En 1859, il représente la Russie au congrès de l'Association internationale pour l'introduction d'un système uniforme de poids et mesures qui se tient à Bradford. À partir de 1857, la France et la Russie échangent leurs données météorologiques. Il se rend en Europe occidentale afin de commencer les négociations avec différents pays et d'organiser un système de communication télégraphique.
En fait, il n'a pas le temps de bénéficier des fruits de ses travaux, car il prend froid en se rendant à l'observatoire pour travailler à l'anémographe qu'il a rapporté de Paris et meurt d'une pneumonie mal soignée.
Il est enterré au cimetière luthérien de Saint-Pétersbourg.

## Publications
Kupffer a publié plus de 150 travaux en allemand ou en français, dont la traduction en russe paraît plus tard:
- (la) Dissertatio de calculo crystallonomico (Göttingen, 1821)
- (de) Preisschrift über genaue Messung der Winkel an Krystallen (Berlin, 1826)[4]
- (fr) Mémoire sur quelques phénomènes magnétiques (Paris, 1829, BnF)
- (fr) Voyage dans les environs du mont Elbrouz dans le Caucase (Saint-Pétersbourg, 1830)
- (de) Reise in die Umgegend des Berges Elbrous in Kaukasus (Saint-Pétersbourg, 1830)
- (de) Handbuch der rechnenden Krystallonomie (Saint-Pétersburg, 1831)
- (fr) Voyage dans l'Oural entrepris en 1828 (Saint-Pétersbourg, 1833; avec atlas)
- (fr) Instructions pour faire des observations météorologiques et magnétiques (Saint-Pétersbourg, 1836) traduit en allemand par B. Deringer, in « Corresp. Blatt des naturforschenden Vereins zu Riga », 1859, traduit en russe en 1860)
- (fr) Travaux de la Commission pour fixer les mesures et les poids de l'Empire de Russie (Saint-Pétersbourg, 1841)
- (fr) Tables psychométriques et barométriques à l'usage des observatoires météorologiques de l'empire de Russie (Saint-Pétersbourg, 1841, traduit en russe en 1846)
- (fr) Résumés des observations météorologiques : faites dans l'étendue de l'Empire de Russie et déposées aux archives météorologiques de l'Académie des Sciences, 1848[5]
- (fr) Compte rendu annuel des années 1850-1863.

## Décorations
- Ordre de Sainte-Anne de 1re classe (1864)
- Ordre de Saint-Stanislas de 1re classe (1860)
- Ordre de Saint-Vladimir de 3e classe (1856)

## Source
- (ru) Cet article est partiellement ou en totalité issu de l’article de Wikipédia en russe intitulé « Купфер, Адольф Яковлевич » (voir la liste des auteurs).